# Corades enyo
Corades enyo är en fjärilsart som beskrevs av William Chapman Hewitson 1848. Corades enyo ingår i släktet Corades och familjen praktfjärilar. Inga underarter finns listade i Catalogue of Life.